# باتريشيا ميلو
باتريشيا ميلو (بالإنجليزية: Patrícia Melo)‏ (2 أكتوبر 1962، ساو باولو في البرازيل)؛ كاتِبة، سيناريست وروائية برازيلية.

## الجوائز
- بجائزة غابوتي للأدب 2001 عن روايتها نساء قتيلات.[5]

## روابط خارجية
- باتريشيا ميلو على موقع IMDb (الإنجليزية)
- باتريشيا ميلو على موقع مونزينجر (الألمانية)
- باتريشيا ميلو على موقع قاعدة بيانات الفيلم (الإنجليزية)